# Кашарское сельское поселение (Ростовская область)
Кашарское сельское поселение — муниципальное образование в Кашарском районе Ростовской области.
Административный центр поселения — слобода Кашары.

## История
В числе первых переселенцев в нынешнее село Кашары был воронежский помещик Макеев, который здесь поселился и назвал селение своим именем.
В 1822 году здесь уже было несколько изб. Место это было избрано по причине, что оно не подвергался затоплению при разливе реки. Рядом находилось озеро с зарослями камыша и чакона. Материал из камыша крестьяне широко использовали для крыш жилых домов и хозяйственных построек. 
В 1873 году село приняло новое название Кашары, которое и в настоящее время носит это название.
В 1921 году на территории Кашарского района хозяйничали банды Маслака, Антонова, Курочкина и Махно.

## Административное устройство
В состав Кашарского сельского поселения входят:
- слобода Кашары
- хутор Будановка
- село Верхнекалиновка(454чел.)
- село Лысогорка(232чел.)
- хутор Миргородский
- хутор Нижнекалиновка
- хутор Новодонецкий
- село Новопавловка(457чел.)
- хутор Новопокровский
- хутор Усиковка
- хутор Федоровка

## Население
| 2010  | 2012  | 2013  | 2014  | 2015  | 2016  | 2017  |
| ----- | ----- | ----- | ----- | ----- | ----- | ----- |
| 8448  | ↘8309 | ↘8137 | ↘8067 | ↘8025 | ↗8110 | ↗8125 |
| 2018  | 2019  | 2020  | 2021  |       |       |       |
| ↘8063 | ↘7894 | ↘7736 | ↘7646 |       |       |       |

## Библиотека
В Кашарском сельском поселении Ростовской области работает библиотека.  Кашарская библиотека является старейшей библиотекой района. Основана она было в 1922 году, как изба-читальня. Первоначальный книжный фонд библиотеки составлял 1-1,5 тысячи книг, которые были в основном подарены местными жителями. Библиотекарями на общественных началах в библиотеке работали комсомольцы – активисты во главе с Щербининым Г., с 1936  года – Зосимова Клавдия.
Наиболее важными этапами развития библиотечного дела в район были послевоенные годы. В это время заведующей библиотеки была М. Радченко. Её усилиями Кашарская изба-читальня была переименована в библиотеку, при этом значительно увеличился книжный фонд. 
Значительный вклад в развитие библиотечного дела внесли работники Кашарской детской библиотеки Ильина Евдокия Моисеевна и Яцко Нина Евгеньевна, работа которых была отмечена присвоением звания «Лучшая библиотека РСФСР» (1964-1965 годы).
В 1980 году Кашарская центральная взрослая библиотека была преобразована в Центральную библиотечную систему (ЦБС), которая включала в себя 25 филиалов и центральную детскую библиотеку. Первой заведующей Кашарской ЦБС была Кучугура Валентина Петровна.
В 2007 году Кашарская «МЦБ» была реорганизована в «Межпоселенческую центральную библиотеку».